# Robert Fico
Robert Fico (* 15. září 1964 Topoľčany) je slovenský politik, od října 2023 předseda vlády Slovenské republiky, přičemž tuto funkci zastával již v letech 2006–2010 a 2012–2018. Je zakladatelem strany SMER – sociálna demokracia a jejím prvním předsedou. 
Působil i jako vysokoškolský učitel na Právnické fakultě Univerzity Komenského v Bratislavě. V roce 2002 se habilitoval v oboru bezpečnostní služby a získal docenturu na Akademii Policejního sboru v Bratislavě.

## Osobní život
Narodil se v Topoľčanech jako druhý syn v rodině Ľudovíta Fica, řidiče vysokozdvižného vozíku, a matky Emílie Ficové, která pracovala jako prodavačka obuvi. Má staršího bratra Ing. Ladislava Fica, podnikatele ve stavebnictví, a o čtrnáct let mladší sestru Lucii Chabadovou, která v současnosti působí jako právnička. Do věku šesti let žil i s rodinou v obci Hrušovany, poté se přestěhovali do Topoľčan.
Se svou manželkou Svetlanou, která je právnička a vysokoškolská pedagožka (profesorka), se setkal během studií práv v Bratislavě. Mají spolu syna jménem Michal.
V roce 1986 absolvoval Právnickou fakultu Univerzity Komenského v Bratislavě a získal titul JUDr. V roce 1992 získal titul CSc. s prací na téma „Trest smrti v Československu“. Na počátku 90. let studoval v rámci Masarykova stipendia na Škole slovanských a východoevropských studií UCL v Londýně. V roce 2002 ukončil postgraduální studium a získal titul docent. 
Od absolvování školy až do roku 1995 pracoval na Právnickém institutu Ministerstva spravedlnosti SR. V letech 1994-2000 působil jako agent pro zastupování SR v řízení před Evropskou komisí pro lidská práva a Evropským soudem pro lidská práva.
V lednu 2024 si koupil luxusní byt v Bratislavě od svého stranického kolegy Dušana Muňka, který si od něj tři roky pronajímal. Kupní cena byla o třetinu nižší než cena tržní. V letech 2012 až 2019 si pronajímal luxusní byt od kontroverzního podnikatele Ladislava Bašternáka. Z toho se odstěhoval až po tom, kdy byl Bašternák pravomocně odsouzen za daňové podvody a součástí jeho trestu bylo i propadnutí majetku.

### Komunistická strana Slovenska
Dne 14. dubna 1987 vstoupil do Komunistické strany Slovenska (KSS), do které byl vybrán na základě výborných studijních výsledků, ambicí i vhodného původu.

### Strana demokratické levice
V roce 1992 byl ve volbách zvolen do funkce poslance za Stranu demokratické levice (SDĽ), která vznikla po listopadu 1989 přejmenováním tehdejší KSS. Od té doby byl až do roku 2006 poslancem Národní rady Slovenské republiky. Po volbách v roce 1994, ve kterých SDĽ ztratila velkou část podle průzkumů očekávaných hlasů, odstoupil z postu předsedy strany Peter Weiss a za svého nástupce následně označil Roberta Fica. Několik hodin před začátkem sjezdu však Fico kandidaturu stáhl ve prospěch Ľubomíra Fogaše, svého bývalého kolegy z Právnické fakulty Univerzity Komenského.
Po volbách v roce 1998 vznikala široká koalice stran SDK, SDĽ, SMK a SOP. Robert Fico, jakožto člen vládní SDĽ začal proti této koalici vystupovat, především útočil na spolupráci se Stranou maďarské koalice (SMK), když tvrdil, že se strana pokouší otvírat tzv. Benešovy dekrety.
V té době byl ve své straně nejpopulárnějším politikem a ve volbách získal rovněž nejvíce preferenčních hlasů z politiků SDĽ. Kvůli neshodám stranu však následně opustil.

### SMER – sociálna demokracia

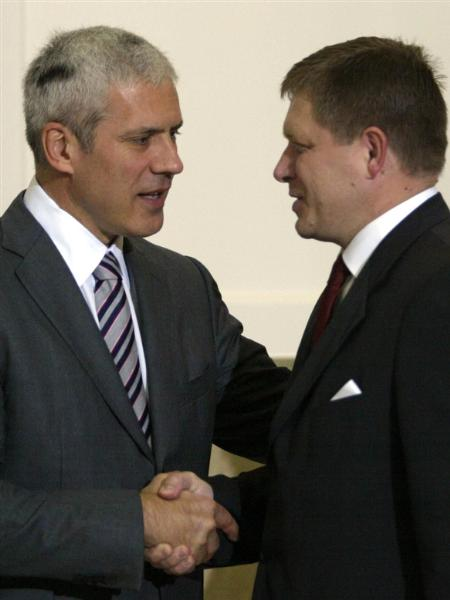
Fico a Boris Tadić, prezident Srbska, 2008

V prosinci 1999 založil novou politickou stranu s názvem SMER. Hned po svém založení začal SMER působit jako alternativa jak vůči tehdejší vládní koalici pod vedením Mikuláše Dzurindy, tak vůči opozici. Ještě v témže volebním období (1998-2002) přijala strana do svého názvu přívlastek "třetí cesta". Podle tvrzení představitelů strany se tím definovala jako strana moderního progresivního středolevého politického proudu typu britských labouristů nebo německé SPD.
V únoru 2003 se postavil proti plánované americké invazi do Iráku a kritizoval vládu Mikuláše Dzurindy, která se rozhodla do války zapojit, se slovy, že "Slovenská vláda je až příliš horlivá při prosazování cizích zájmů. Postup vlády je předčasný a neevropský." Fico jako slovenský premiér prosadil stažení slovenských vojáků z Iráku.
Preference strany postupně rostly a naopak preference SDĽ klesaly. Tehdy vládní strana SDĽ se v následujících volbách do parlamentu nedostala, a k 1. lednu 2005 zanikla, když byla pohlcena právě SMERem. V těchto volbách byl Fico opět zvolen poslancem NR SR, kde se stal členem Výboru NR SR pro lidská práva, národnosti a postavení žen. Strana SMER se stala se ziskem 13,6% voličských hlasů třetí nejsilnější politickou stranou na Slovensku, za ĽS-HZDS a SDKÚ-DS a obsadila tak v Národní radě 25 poslaneckých křesel. Naproti tomu, průzkumy veřejného mínění dlouhodobě předpovídaly pro stranu lepší výsledek. SMERu se po volbách do vlády dostat nepodařilo, tu nakonec vytvořil opětovně Mikuláš Dzurinda z SDKÚ-DS (druhá vláda Mikuláše Dzurindy) a SMER zůstal v opozici. Během celého volebního období soupeřil SMER s ĽS-HZDS o vedoucí postavení v opozici. V průzkumech veřejného mínění následně SMER dosud dlouhodobě nejpopulárnější stranu ĽS-HZDS předstihl.

### Integrace levicových stran
V roce 2004 se Ficovi podařilo uskutečnit projekt sjednocení levicových stran. Tři levicové strany s dlouhodobě zanedbatelnými volebními preferencemi Strana demokratické levice (SDĽ), Sociálně demokratická alternativa (SDA) a Sociálně demokratická strana Slovenska (SDSS) se tak dohodly na společné integrací se SMERem.
Integraci schválily sněmy jednotlivých stran na podzim roku 2004 a od 1. ledna 2005 strany SDĽ, SDA a SDSS zanikly. SMER si následně změnil název na současný "SMER - sociálna demokracia" (česky "SMĚR - sociální demokracie"). Významný politický přínos pro SMER z této integrace byl zisk nových voličů a získání značky sociální demokracie. Strana se následně stala členem Strany evropských socialistů.

### Volební vítězství

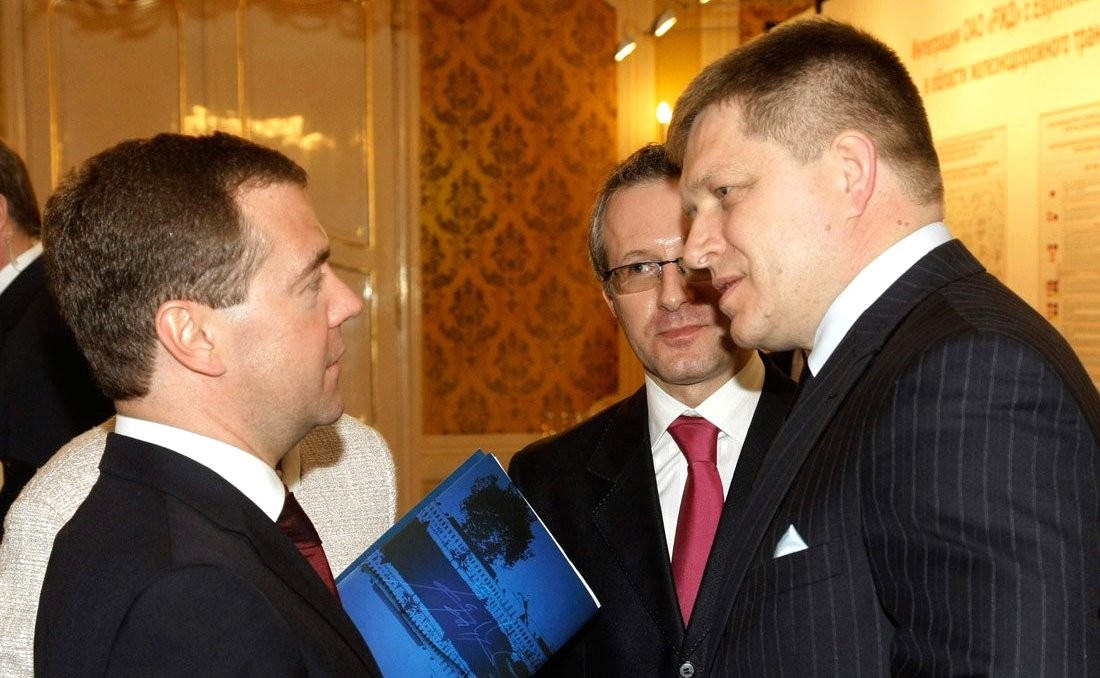
Fico při návštěvě ruského prezidenta Dmitrije Medveděva v Bratislavě, 2010

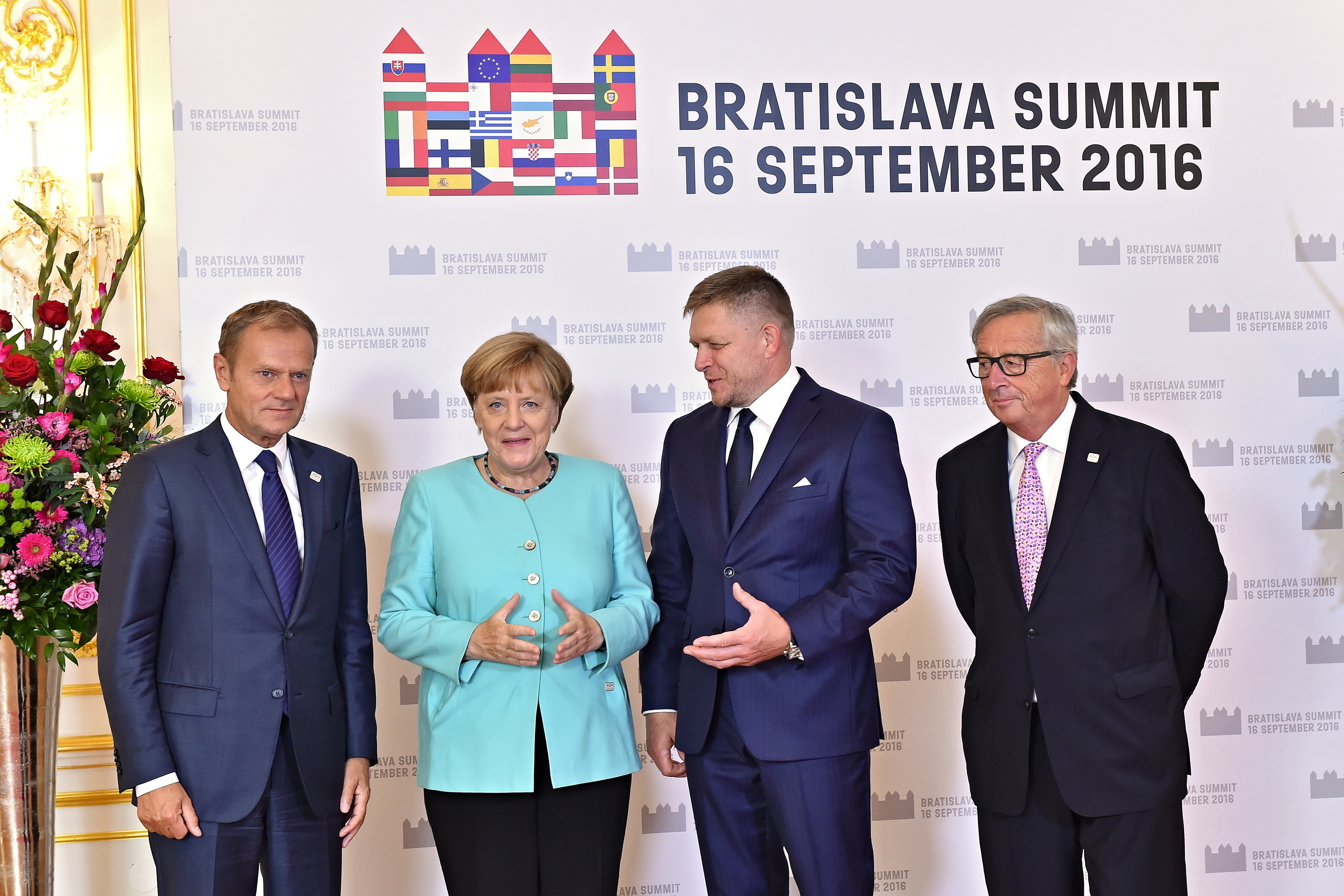
Fico, Donald Tusk, Angela Merkelová a Jean-Claude Juncker na summitu Evropské rady v Bratislavě 16. září 2016

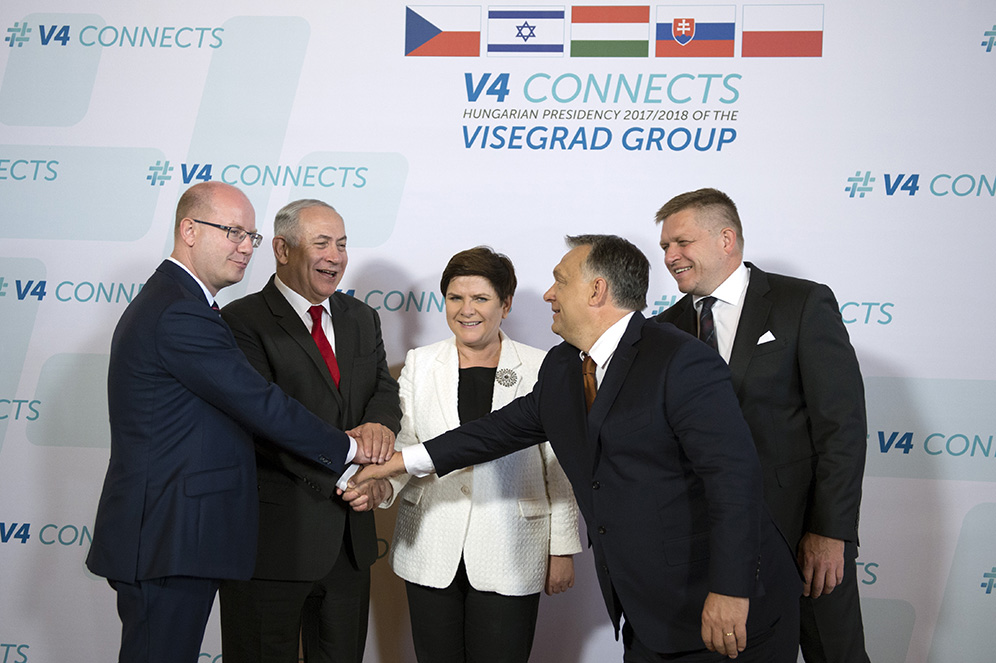
Představitelé zemí V4 a izraelský premiér Benjamin Netanjahu na summitu v Budapešti 19. července 2017

#### Parlamentní volby 2006 a první vláda
V červnu 2006 SMER-SD vyhrál parlamentní volby se ziskem 29,1 % hlasů a utvořil vládní koalici s ĽS-HZDS Vladimíra Mečiara a SNS Jána Sloty. Obě zmiňované strany tvořily v období 1994–1998 koaliční vládu. Vláda měla 16 členů, z nichž 11 získal SMER-SD, 3 SNS a 2 ĽS-HZDS. Ve vládě zastával post jejího předsedy a v krátkém období na přelomu června a července 2009 byl rovněž dočasně pověřeným ministrem spravedlnosti Slovenska.
Fico odmítl uznat jednostranné vyhlášení nezávislosti Kosova na Srbsku v únoru 2008.

#### Parlamentní volby 2010 a opozice
I když ve volbách v červnu 2010 zvítězila strana SMER-SD se ziskem 34,79 % (oproti minulým volbám si tak strana polepšila o necelých 6 % a získala více než dvojnásobný počet hlasů než druhá v pořadí SDKÚ-DS), nebyl Fico schopen sestavit koaliční vládu. Prezident Ivan Gašparovič následně sestavením vlády pověřil Ivetu Radičovou z SDKÚ-DS, jejíž strana skončila ve volbách druhá se ziskem 15,42 %.
Opakovala se tak situace, která již na Slovensku nastala po volbách 1998 a 2002, kdy zvítězila HZDS, avšak Vladimír Mečiar nebyl schopen vládu sestavit. Pověřen tak byl vždy předseda druhé nejsilnější strany (v obou případech Mikuláš Dzurinda).

#### Parlamentní volby 2012 a druhá vláda
Po předčasných parlamentních volbách, ve kterých strana SMER-SD zvítězila ještě s výraznějším odstupem od ostatních stran než ve volbách minulých, sestavila vládu opět v čele s Robertem Ficem. Robertu Ficovi se tak podařilo vytvořit vládu, ve které zasedli pouze členové SMER-SD a nestraníci za tuto stranu nominovaní.
Fico odmítl uprchlické kvóty, které schválila Rada EU v reakci evropskou migrační krizi, a koncem roku 2015 na ně Ficova vláda podala žalobu k Soudnímu dvoru EU.

#### Prezidentská kandidatura v roce 2014
V roce 2013 oznámil svou kandidaturu na prezidenta Slovenské republiky. Ve volbách na jaře 2014 jej ve druhém kole porazil Andrej Kiska.
Během projevu, ve kterém 18. prosince 2013 před Národní radou hodnotil působení své druhé vlády, oznámil kandidaturu na post prezidenta Slovenské republiky ve volbách na jaře 2014, o které se spekulovalo již několik měsíců předtím. Jeho kandidaturu už předtím schválilo vedení strany SMER-SD.
V prvním kole voleb, konaném 15. března 2014, získal 28 % hlasů a vyhrál, postoupil do druhého kola.
Ve druhém kole, konaném 29. března 2014, však byl poražen kandidátem Andrejem Kiskou, když získal pouze 40 %, kdežto Kiska získal více než 59 % hlasů.

#### Parlamentní volby 2016 a třetí vláda
V roce 2016 se přihlásil k „tvrdému jádru“ EU a začal prosazovat užší spolupráci s Německem a Francií. Fico prohlásil: „Být v jádru s Německem a Francií, to je podstata mé politiky. Pro Slovensko není visegrádská čtyřka alternativou EU. V4 není pro Slovensko tím životním prostorem, který si představujeme do budoucna. Náš životní prostor je v Unii.“
V listopadu 2016 zrušila Čína bilaterální jednání čínského premiéra Li Kche-čchianga a Fica před summitem zemí střední a východní Evropy a Číny v Rize. Důvodem mohlo být setkání slovenského prezidenta Andreje Kisky s dalajlamou.
Ficova vláda se ocitla v krizi po vraždě slovenského novináře Jána Kuciaka, který psal o působení lidí blízkých italské mafii 'Ndrangheta na Slovensku a o jejich vazbách na slovenské politiky. Fico se dostal do konfliktu se slovenským prezidentem Andrejem Kiskou, který v reakci na vraždu vyzval k obměně vlády nebo předčasným volbám. Fico obvinil Kisku, že se „věnuje mocenským hrám, dělá opoziční politiku“ a „destabilizuje Slovensko“. Robert Fico podal dne 15. března 2018 demisi svoji a tedy i celé vlády. Ficova vláda ukončila svoje působení po jmenování vlády Petera Pellegriniho dne 22. března 2018.

#### V opozici
Od roku 2018 působil v opozici. V roce 2020 se od jím vedené strany SMER-SD odloučila pro-evropská stranická frakce vedená Petrem Pellegrinim, který následně založil stranu HLAS-SD. Ostře se vyjadřoval také ke slovenské prezidentce Zuzaně Čaputové, kterou označil za "americkou agentku". Volební průzkumy z května 2023 uváděly, že SMER-SD může se ziskem přibližně 15–20% hlasů volby vyhrát a sestavit tak budoucí vládu, v níž by se Fico stal opět premiérem.
Fico odsoudil útok Hamásu na Izrael dne 7. října 2023 a podpořil „nevyhnutelná tvrdá opatření“, která zabrání dalších útokům Hamásu, ale zároveň vyjádřil nesouhlas s „plány srovnat Gazu se zemí“ a tolerovat tisíce mrtvých palestinských civilistů.

#### Parlamentní volby 2023 a čtvrtá Ficova vláda
V parlamentních volbách konaných 30. září 2023 získala Ficem vedená kandidátka strany SMER – sociálna demokracia 22,94 % hlasů a získala 42 poslaneckých mandátů. 16. října 2023 oznámil Fico, že s předsedy dalších dvou politických stran HLAS-SD a SNS Peterem Pellegrinim a Andrejem Dankem podepsal koaliční dohodu. 
 Koaliční vláda na tomto půdorysu byla 25. října jmenována prezidentkou republiky Zuzanou Čaputovou. Parlamentní důvěru vláda získala 21. listopadu, když ji po čtyři dny trvající rozpravě o jejím programovém prohlášení podpořilo 78 ze 143 přítomných poslanců Národní rada Slovenské republiky. Vláda přislíbila kromě jiného zvýšení daní pro banky, bohaté firmy a lidi s vyššími příjmy, zavedení plnohodnotného 13. důchodu či zastavení státní vojenské pomoci Ukrajině bránící se ruské vojenské invazi.
Koncem listopadu 2023 Fico prosadil vládní opatření, které uložilo zajistit zákaz dovozu vybraných zemědělských produktů či potravin z Ukrajiny a zavedení zvláštního režimu tranzitu zásilek s určeným zbožím přes Slovensko. Podle dokumentu z jednání vlády se opatření budou týkat pšenice, kukuřice, řepky a slunečnicových semen, medu, pšeniční mouky, sladu, třtinového a řepného cukru.

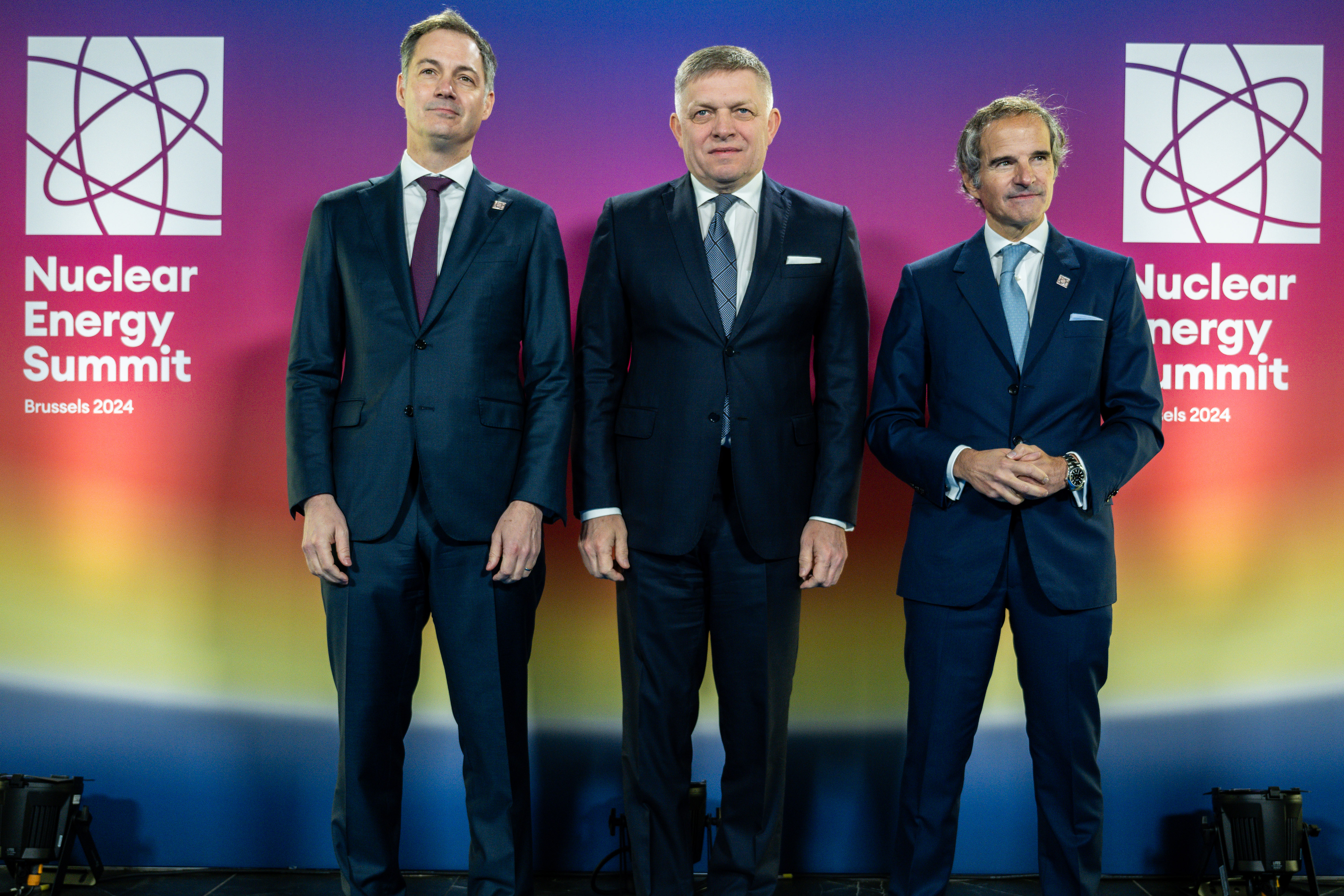
Fico, belgický premiér Alexander De Croo a šéf MAAE Rafael Grossi na summitu o jaderné energii v Bruselu v březnu 2024

Počátkem prosince Ficova vláda schválila návrh zrušit elitní složku prokuratury (Úřad speciální prokuratury) dohlížející na vyšetřování nejzávažnějších kriminálních případů, včetně korupčních kauz z doby předchozího Ficova vládnutí.
V prosinci 2023 prosadil tzv. konsolidační balíček, který obsahuje např. zvýšení některých daní a zdravotních odvodů, správních a soudních poplatků, zavedení zvláštní bankovní daně a oslabení druhého důchodového pilíře. Fico ho odůvodnil vysokým deficitem veřejných financí a zadlužeností Slovenska, ale zároveň prosadil vyplacení mimořádného příspěvku k důchodům, kterým zvýšil výdaje o 438 milionů eur. Podle Fica má baliček v roce 2024 přinést do státní rozpočtu asi 1,5 miliardy eur.
Ficova vláda také navrhla v rámci úsporných opatření na rok 2024 omezit rozpočet Rozhlasu a televize Slovenska (RTVS) o 30 procent. Šest mezinárodních novinářských organizací, včetně Reportérů bez hranic, Evropské vysílací unie a Mezinárodního tiskového institutu (IPI), vyjádřilo obavy, že plán vlády může ohrozit nezávislost RTVS a svobodu tisku v zemi. V otevřeném dopise varovaly před záměrem rozdělit RTVS na samostatnou televizi a rozhlas. Připomněly také výrok Fica, který v předvolební kampani vyhrožoval, že řediteli RTVS půjde po krku.
V březnu 2024 vyzval k rezignaci předsedu Ústavního soudu Ivana Fiačana poté, co měl informovat slovenská média o verdiktu soudu dříve než strany sporu. Šlo o kauzu, kdy prezidentka Zuzana Čaputová podala v únoru 2024 k ústavnímu soudu stížnost v souvislosti s vládní novelou trestního zákoníku. Ústavní soud poté část novely pozastavil.
V dubnu 2024 Fico odmítl nový migrační pakt Evropské unie, který schválil Evropský parlament, a který požaduje, aby členské státy Evropské unie buď převzaly část migrantů z členských států na jihu Evropy zasažených migrační vlnou nebo za každého nepřijatého migranta zaplatily 20.000 eur.
V červnu 2025 Fico hovořil o tom, že Slovensku by dle jeho názoru "svědčila neutralita", pozitivně hodnotil autokratické režimy (např. ten v Uzbekistánu, Vietnamu nebo Číně) a mj. konstatoval, že na Slovensku je "příliš mnoho politických stran". Téhož roku psala média o Ficových agresivních a rozčílených výpadech na tiskových konferencích, které pořádá. Podle průzkumu veřejného mínění z poloviny roku 2025 Ficovi 52 % obyvatel země nedůvěřovalo a uvádělo, že jej považuje za lháře.

### Názory na Ukrajinu
V roce 2023 Fico zopakoval svůj dřívější postoj, že anexe Krymu Ruskou federací byla provedena v rozporu s mezinárodním právem. Zároveň prohlásil, že znovuzískání Krymu Ukrajinou by rusko-ukrajinský konflikt nevyřešilo. Před předčasnými parlamentními volbami na Slovensku v roce 2023 důrazně odmítal další vojenskou podporu Ukrajiny během ruské invaze na Ukrajinu, která podle něj vede k prodlužování války a ke "zbytečným a obrovským ztrátám na lidských životech", a prohlásil, že je především potřeba jednat o příměří a zastavení bojů. Podobný názor zastávala i část obyvatel Slovenska.
V říjnu 2023 vyslovil názor, že kořeny „války na Ukrajině“ je třeba hledat ve vraždění „civilistů ruské národnosti“ „ukrajinskými fašisty“ v roce 2014. Ruskou invazi na Ukrajinu přirovnal k americké invazi do Iráku a prohlásil, že „Rusko na bezpečnostní situaci a tlačení Ukrajiny do NATO reagovalo porušením mezinárodního práva, vojenskou silou bez mezinárodního mandátu.“ Fico zpochybnil účinnost sankcí proti Rusku a upozornil na rekordní dodávky ruských energetických firem do Číny a Indie.
V lednu 2024 uvedl, že by podpořil vstup Ukrajiny do Evropské unie, pokud by Ukrajina splnila podmínky pro přijetí, ale nepodporuje vstup Ukrajiny do NATO, protože by to mohlo vést k třetí světové válce. Dále vyslovil názor, že Ukrajina není suverénním státem, protože se nachází „pod absolutním vlivem Spojených států amerických“. Podle Fica se konflikt nedá vyřešit vojensky a měla by se hledat cesta „jak válku ukončit, a ne jak ji dále prohlubovat“, protože je nereálné, že by Rusové odešli z Krymu nebo Donbasu, a další prodlužování války povede pouze k posilování Ruska. O měsíc později doplnil, že by jako slovenský premiér blokoval přijetí Ukrajiny do NATO. Podle Fica jediným plánem EU je „podporovat vzájemné zabíjení Slovanů“, protože evropští politici jsou naivně přesvědčeni, že „konflikt na Ukrajině má jen vojenské řešení.“ Ve videu zveřejněném na sociálních sítích tentýž měsíc uvedl, že je ruský prezident Vladimir Putin „falešně démonizován“.  Na počátku roku také tvrdil, že v hlavním městě Kyjevě žádná válka neprobíhá. Po jednání s ukrajinským premiérem Denysem Šmyhalem v dubnu 2024 své postoje náhle zcela změnil, když uvedl, že probíhající ruská agrese proti Ukrajině nebyla vyprovokovaná a dodal, že podporuje územní celistvost země včetně Krymského poloostrova a území Donbasu.
V dubnu 2024 Fico zopakoval svůj postoj, že Slovensko usiluje o nalezení mírového řešení války na Ukrajině a odmítá posílat na Ukrajinu zbraně, ale zároveň dodal, že Slovensko Ukrajině pomáhá dodávkami zemního plynu a elektřiny ze slovenského území.

### Atentát
Dne 15. května 2024 na něj byl při setkání s veřejností ve městě Handlové spáchán atentát, při kterém byl těžce zraněn 5 výstřely ze střelné zbraně.

## Ideové postoje

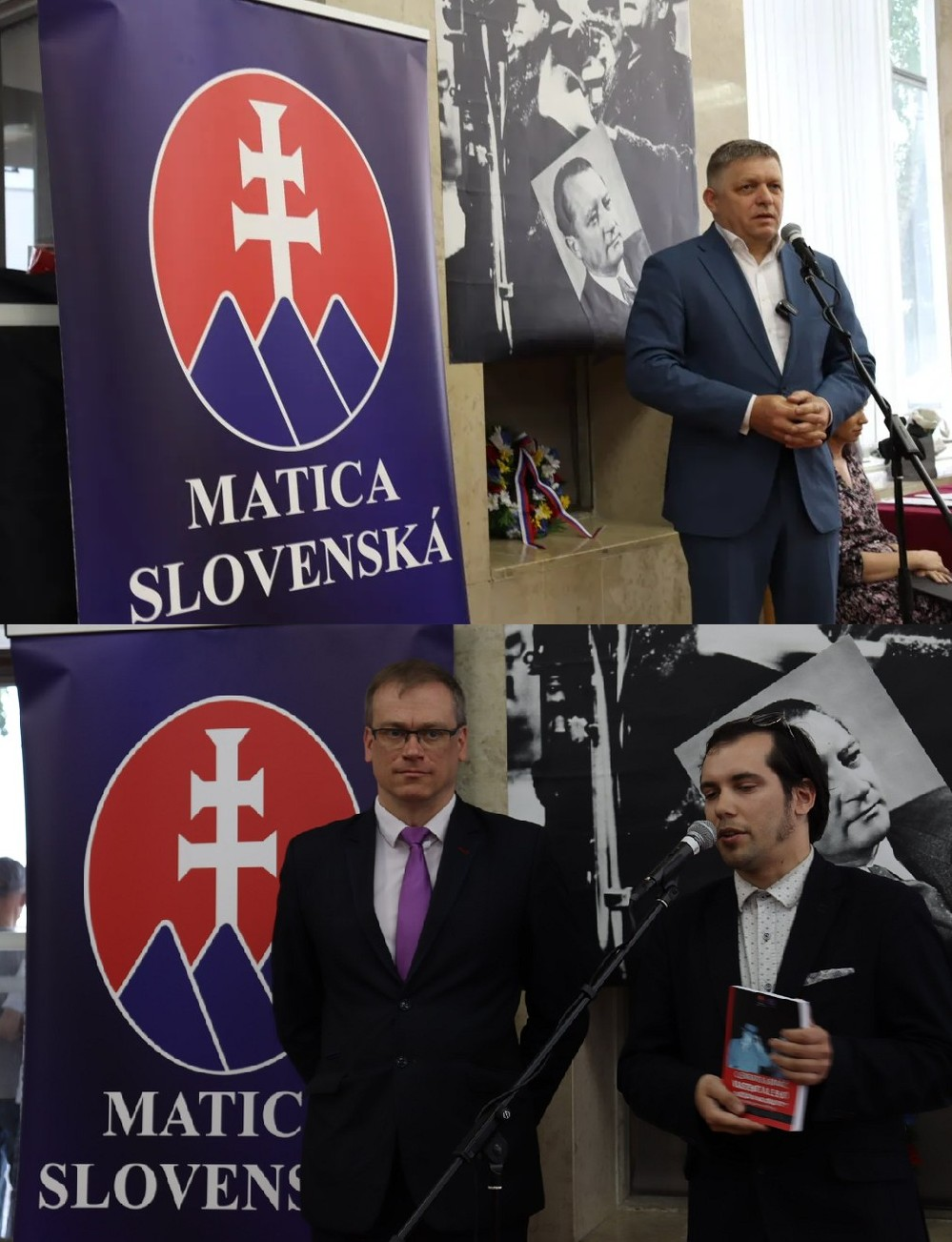
Minulý a budoucí předseda vlády SR Robert Fico v roce 2023 na akcií Matice slovenské k 120. výročí Vladimíra Clementise pri prezentaci knihy Clementis & Mináč (Perný, Gešper)

Robert Fico se původně hlásil ke třetí cestě (uznání hodnoty trhu a podnikání, ale současně roli vlády a silného státu), ale jeho názory se postupně vyvíjely. Robert Fico se hlásí k levici a vlastenectví na základě čehož přejmenoval stranu Smer na slovenská sociální demokracie. Je kritický k západnímu modelu levice, který nazývá bruselskou levicí. V reakci na to, že evropští socialisté pozastavili Smeru plné členství a Hlasu asociované členství Straně evropských socialistů (PES) odkázal, že je na svou stranu Směr hrdý a nehodlá své názory měnit. Jeho vzorem je tvář „socialismu s lidskou tváří“ Alexander Dubček, ale váží si i Gustáva Husáka, kterému vzdal hold položením věnce začátkem roku 2024. Z národních osobností si váží Milana Rastislava Štefánika či Ľudovíta Štúra, ale také Antona Bernoláka. Uznává také levicové intelektuály jako Vladimír Clementis, Ladislav Novomeský či Vladimír Mináč. „Mluvme o tom, že jsme země, která měla velikány. Takovým lidem jako byl baťko Mináč nebo doktor Vladimír Clementis s úctou a respektem vzdám hold,“ řekl u příležitosti odhalení busty Clementise.
Oceňuje však i křesťanské osobnosti slovenských dějin počnou Cyrilem a Metodějem až po Kardinála Korce. Ze západních politiků oceňuje Willyho Brandta. Hodnotově se hlásí k levici, antifašismu (SNP), slovanství a pacifismu.
Je členem Matice slovenské, kterou podporuje, ale také Slovenského svazu protifašistických bojovniků. Z geopolitického hlediska dlouhodobě hovoří o politice čtyř světových stran.
Dlouhodobě také stejně jako celá strana SMER-SD odmítá stejnopohlavní manželství a adopci dětí homosexualními páry.

## Kontroverze

### Kauzy Očistec a Súmrak
V říjnu 2021 se ve slovenských médiích objevily odposlechy slovenské policie ze schůzek v lovecké chatě, kterých se kromě Fica účastnil i tehdejší ministr vnitra Robert Kaliňák, advokát Marek Para, syn tehdejšího policejního prezidenta Tibora Gašpara a otec kontroverzního podnikatele Norberta Bödöra. Při schůzkách měli probírat mj. aktuální trestní kauzy a trestní řízení. V rámci kauzy, nazvané slovenskou policií jako akce Očistec, byl v listopadu 2020 zadržen a obviněn Norbert Bödör, Marek Para, Tibor Gašpar a další bývalí vysoce postavení policisté.
Samotný Fico podle nahrávek domlouval s Miroslavem Bödörem organizaci veřejných demonstrací proti politice tehdejší slovenské vlády v září 2021. Fico odmítl, že by spáchal trestný čin, a vyzval novináře ke zveřejnění všech odposlechů, protože se podle Fica dozví „jenom to, co jste už ode mě veřejně slyšeli nebo ještě uslyšíte. S obhájci nevinných lidí jsem se setkával a budu setkávat, abych měl dostatek informací pro svou politickou práci.“ Fico dále tvrdil, že „Je to pravděpodobně poprvé v rámci Evropské unie, co oficiálně stát nechal sledovat a odposlouchávat lídra opoziční strany. Není horšího zločinu v demokracii než likvidovat opozici prostřednictvím odposlechů.“
V dubnu 2022 slovenská policie v rámci související kauzy Súmrak spolu s dalšími osobami Fica obvinila ze založení zločinecké skupiny a ohrožení daňového tajemství. Spolu s ním byl obviněn také jeho stranický kolega Robert Kaliňák. Na rozdíl od Kaliňáka nebyl Fico zadržen, když k tomuto je třeba souhlas slovenského parlamentu. Skupinu měl vést Norbert Bödör a Tibor Gašpar. Fico s Kaliňákem měli skupinu politicky krýt a využívat proti politickým oponentům, mj. proti tehdejšímu prezidentovi Andrejovi Kiskovi nebo Igoru Matovičovi.
V rámci vyšetřování jeden z klíčových svědků vypověděl, že na pokyn Norberta Bödöra rozesílal novinářům účetní doklady Kiskovy firmy. Robertovi Kaliňákovi na úniku dokumentů také záleželo, Fico si celou kauzu nechával podrobně vysvětlovat a úředníci Finanční správy mu účetní materiály také nosili.
V listopadu 2022 slovenský generální prokurátor Maroš Žilinka celé stíhání zrušil a vyšetřování zastavil. Využil k tomu na Slovensku nechvalně známý paragraf 363 tamního trestního řádu. Náměstek prokurátora k tomu uvedl, že konstrukce skutků byla tak neurčitá, že obviněným neumožňovala využít práva na obhajobu. Stíhání bylo ve fázi těsně před podáním obžaloby.

### Onemocnění covid-19
Robert Fico patří k výrazným kritikům opatření proti koronaviru a odpůrcům očkování proti covid-19, za kterým je podle něj jen „prachsprostý byznys“. Z policejních nahrávek pořízených na chatě v obci Veľký Ďur v Nitranském kraji vyplývá, že Fico se v létě 2021 nemocí nakazil. Na dovolené na Krétě měl dva dny horečky, třetí den zkolaboval. Byl hospitalizován a v nemocnici se prokázalo, že má covid. Podepsal reverz a přesunul se do hotelové karantény. „Po jedenácti dnech jsem zfalšoval covidový test,“ říká na nahrávce Fico s vysvětlením, že PCR testy mu na rozdíl od antigenních stále vycházely pozitivní. „Tak jsem jel načerno z Řecka domů,“ dodal. Po návratu ze zahraničí pak nedodržel povinnou 14denní karanténu.
„Neumím se zbavit toho covidu... Celý pátek jsem ležel, v sobotu jsem zrušil celý program. Únava, stále mám plechovou chuť v ústech, jako kdybych něco necítil. Pořád srdeční arytmie a tyto hovadiny. To je strašná choroba, strašná,“ stěžoval si při dalším setkání na chatě, kde se scházel s podnikateli a advokáty, napojenými na zatčené z policejní akce Očistec.

### Návštěva v Moskvě během války na Ukrajině
Robert Fico přijel do Moskvy na oslavy 80. Dne vítězství 9. května 2025, i přes výzvy, aby tak nečinil. Hájí se mj. tím, že na vojenské přehlídce nebyl.

## Ocenění
Dne 28. října 2014 mu český prezident Miloš Zeman udělil Řád Bílého lva civilní skupiny I. třídy.